# Santo Tomás de los Plátanos
Santo Tomás de los Plátanos är administrativ huvudort i kommunen Santo Tomás i delstaten Mexiko i Mexiko. Samhället hade 792 invånare vid folkräkningen 2020.